# Бардси
Бардси (англ. Bardsey Island, валл. Ynys Enlli) — легендарный «остров 20 тысяч святых», расположенный в Ирландском море. Лежит в 3,1 км от побережья Уэльса, территориально относится к округу Гуинет. Занимает площадь 1,79 км² и является шестым по величине островом Уэльса. Название острова, по различным версиям, происходит от имени предводителя викингов или же просто от слова «бард».
В 516 году Святой Кадван основал здесь аббатство Святой Марии. В 1212 году аббатство перешло во владение августинцев-каноников. В течение всего средневековья остров являлся объектом паломничества, которое не прекратилось и после упразднения аббатства в 1537 году. По легенде, здесь похоронены двадцать тысяч святых, действовавших на Британских островах. Также Бардси является одним из легендарных мест предполагаемого захоронения короля Артура.

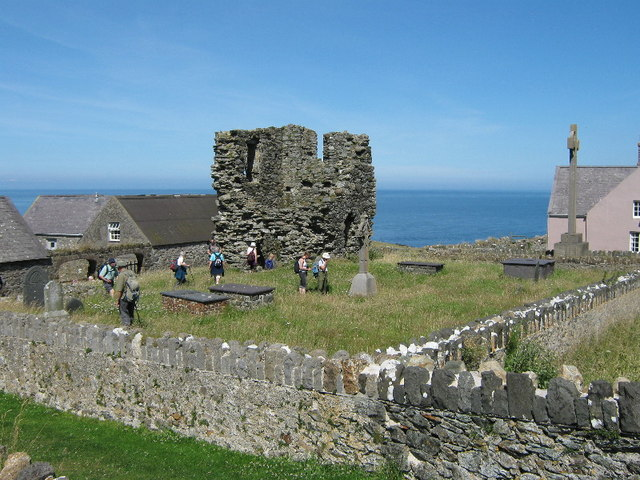
Руины аббатства Святой Марии

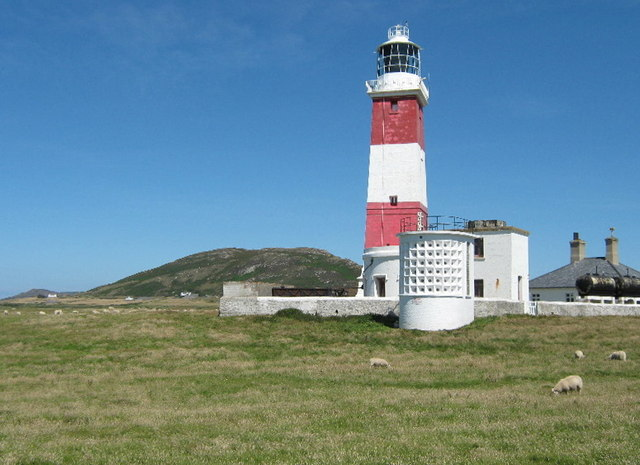
Маяк острова Бардси

Остров вытянут в длину с юго-запада на северо-восток. Сложен из брекчии самых разных пород вулканического и осадочного происхождения. На южной оконечности расположен действующий маяк, который среди квадратных в плане маяков является самым высоким в Великобритании.
В 1986 году остров был объявлен национальным природным резервом. Здесь проходят миграционные маршруты многих перелетных птиц, остров является местом гнездования малых буревестников и альпийских галок. В середине лета на острове и в прибрежных водах можно наблюдать более двух сотен длинномордых тюленей.